# Wilhelm Schelter (Politiker, 1881)
Wilhelm Schelter (* 4. Juni 1881 in Hannover; † 3. April 1925 in Bremen) war ein deutscher Schmied und Politiker (SPD).

## Biografie
Schelter besuchte die Volksschule und absolvierte eine Lehre als Schmied. 1911 wurde er Vorsitzender der Filiale des Schmiedeverbands in Bremen. Von 1919 bis 1924 war er hauptamtlicher Geschäftsführer der Preisprüfungsstelle der Kriegsdeputation in Bremen. 1924/25 betrieb er eine Kohlehandlung in Bremen.

### Politik
Schelter wurde Mitglied der Gewerkschaft und der SPD.
Nach dem Ersten Weltkrieg war er 1919/1920 Mitglied in der verfassunggebenden Bremer Nationalversammlung sowie von 1920 bis 1925 Mitglied der Bremischen Bürgerschaft.